# Le Voyage inoubliable
Pour plus de détails, voir Fiche technique et Distribution.
Le Voyage inoubliable (Flying Clipper – Traumreise unter weißen Segeln) est un film documentaire allemand réalisé par Hermann Leitner et Rudolf Nussgruber, sorti en 1962.

## Synopsis
Le film est tourné en 1961 et 1962 lors d'un voyage du voilier-école suédois Flying Clipper, qui traverse la mer Méditerranée avec un équipage international et s'amarre dans de nombreux ports. Les escales ont lieu à Séville et Nazaré (péninsule ibérique), la Côte d'Azur et Monaco pendant le Grand Prix, l'île de Capri et Naples (Italie), Dubrovnik (Yougoslavie), les régions côtières grecques jusqu'au Moyen-Orient avec Beyrouth (Liban) et Port Saïd (Égypte). Suivent des excursions à Abou Simbel et aux pyramides, des rencontres avec la royauté comme le prince Rainier III et la princesse Grace de Monaco (ainsi que le pilote automobile Graham Hill), le prince Constantin de Grèce et la Bégum Aga Khan III ainsi que des impressions de l'ascension d'une pyramide, d'un combat de chameaux et des manœuvres d'un porte-avions.

## Fiche technique
- Titre français : Le Voyage inoubliable[1]
- Titre original : Flying Clipper – Traumreise unter weißen Segeln
- Réalisation : Hermann Leitner et Rudolf Nussgruber
- Scénario : Hans-Dieter Bove, Arthur Elliott, Gerd Nickstadt
- Musique : Riz Ortolani
- Photographie : Tony Braun, Heinz Hölscher, Siegfried Hold, Klaus König, Bernhard Stebich
- Montage : Karl Hartl, Karl Aulitzky
- Production : Rudolf Travnicek
- Société de production : MCS-Film
- Société de distribution : Continental Films
- Pays d'origine :  Allemagne de l'Ouest
- Langue : Allemand
- Format : Couleur - 2,20:1 - mono - 70 mm
- Genre : Documentaire
- Durée : 238 minutes
- Dates de sortie :
  -  Allemagne de l'Ouest : 19 décembre 1962.
  -  Autriche : 21 décembre 1962.
  -  France : 15 octobre 1964[1].
  -  Estado Novo (Portugal) : 13 juin 1965.
  -  Finlande : 12 août 1966.
  -  Mexique : 24 novembre 1967.
- Affiche : Macario Gómez Quibus (Espagne)

## Distribution
- Karl Hartl : Le commentateur
- Hans Clarin : le narrateur

## Production
Comme il l'explique dans un bonus du DVD, le producteur allemand Rudolf Travnicek conçoit ce projet comme une suite de Windjammer: The Voyage of the Christian Radich. Mais les producteurs américains refusent de voir le film allemand au leur, un tribunal de Munich condamne Rudolf Travnicek à ne pas utiliser Windjammer, ni en nom, ni en mot.
Pour l'ancien réalisateur autrichien Karl Hartl, responsable de la conception artistique et du commentaire, il s'agit de sa dernière œuvre cinématographique. Georg M. Reuther devient le producteur exécutif, Claus Hardt le directeur de production. La version anglaise a pour narrateur Burl Ives.
Le film est tourné à bord d'une goélette trois mâts à hunier, déplaçant 600 tonneaux.
L'idée la plus astucieuse de Travnicek est de tourner en 70 mm, au lieu du Cinérama, afin qu'on puisse projeter dans plus de salles. Cependant, seules deux sociétés américaines fabriquent et louent des caméras 70 mm, et à un coût prohibitif. Travnicek charge le constructeur de caméras danois Jan Jacobsen de construire une toute nouvelle caméra 70 mm, la MCS-70, juste pour ce film. La nouvelle caméra a l'avantage d'être beaucoup plus petite et plus légère que les caméras américaines encombrantes, de sorte qu'elle peut facilement être fixée au bas des avions légers et à l'avant des voitures. Flying Clipper – Traumreise unter weißen Segeln est le premier film allemand tourné dans ce format. D'après l'entretien avec le directeur de la photographie et distributeur Jürgen Brückner, ce type de caméra (appelé aussi Superpanorama 70) fut utilisé pour Grand Prix de John Frankenheimer et les plans aériens de La Mélodie du bonheur. Seules six caméras MCS-70 furent fabriquées ; il en possède une et deux sont allées à la NASA.
Le film fait aussi l'objet d'une exploitation dans un format 35 mm classique.
Le film est présenté lors du Festival international du film de Moscou 1963. Sa restauration est présentée lors de la Berlinale 2009.

## Crédit d'auteurs
- (de) Cet article est partiellement ou en totalité issu de l’article de Wikipédia en allemand intitulé « Flying Clipper – Traumreise unter weißen Segeln » (voir la liste des auteurs).